# Martina Šraj
Martina Šraj (z umetniškim imenom Ina Shai), slovenska pevka zabavne glasbe, * 21. september 1992, Ljubljana
Doma je iz Radomelj. V mladosti je trenirala ples, pela v pevskih zborih ter obiskovala ure klavirja in solopetja. Obiskovala je Šolski center Rudolfa Maistra v Kamniku, smer gimnazija.
Leta 2007 je začela sodelovati s producentom Simonom Skalarjem. Besedila za svoje pesmi je pisala sama. Svoj prvi album je izdala leta 2016. Kot pevka si želi uspeti v Londonu.

## Pevska tekmovanja in natečaji

### Pevsko tekmovanje v diskoteki Global
- 2007: izvedba pesmi Irreplaceable pevke Beyonce - zmagala[1][navedi vir]

### MMC Festival št. 2 (spletni natečajMMC RTV)
- 2009: pesem Jst hočm tebe met - zmaga. za nagrado je dobila snemanje videospota.[3]

## Festivali

### EMA
- 2010: Dovolj ljubezni (Simon Skalar - Martina Šraj - Simon Skalar ) - 7. mesto
- 2017: Colour Me (Martina Šraj, Hans Kristjan Aljas, Vincenzo Capodivento, Niccolo Rebecchi)
- 2018: V nebo/ Glow (Martina Šraj, Hans Kristjan Aljas, Millo) − 6. mesto

### Melodije morja in sonca
- 2015: Iščem sonce (Martina Šraj, Vincenzo Capodivento - Martina Šraj - Vincenzo Capodivento) - 7. mesto in nagrada Danila Kocjančiča za najobetavnejšega izvajalca oziroma avtorja

## Resničnostne oddaje

### Slovenija ima talent
- 2011: 3. mesto v 5. polfinalu (izvedba pesmi Someone Like You)

## Diskografija
Kot Martina Šraj

#### Nefestivalske pesmi
- Hočem nazaj (2011)
- Skrivoma (2011) − duet z Rokom Pečečnikom na njegovem albumu Večer za dva
- Plešeta (2012) (Rok Golob)
- Le bodi tu (2012) (Rok Golob)

Kot Ina Shai
- I Want You Home (2014)
- My Man (2015)
- Player (2016)
- Overload (2016)
- Take Me to Your Soul (2015) − Hans Kristjan ft. Ina Shai
- Come for the Flowers (2015) – Nimino ft. Ina Shai
- Grafit/Love Me for Life (2016) − Sweet Peak ft. Ina Shai
- A čutiš to (2017) – GoGs ft. Ina Shai
- Fresh (2017) – BluBird
- Feel the Love (2019) − Ortox x Ina Shai

#### Albumi
- Overload (2016)